# Expedició Challenger

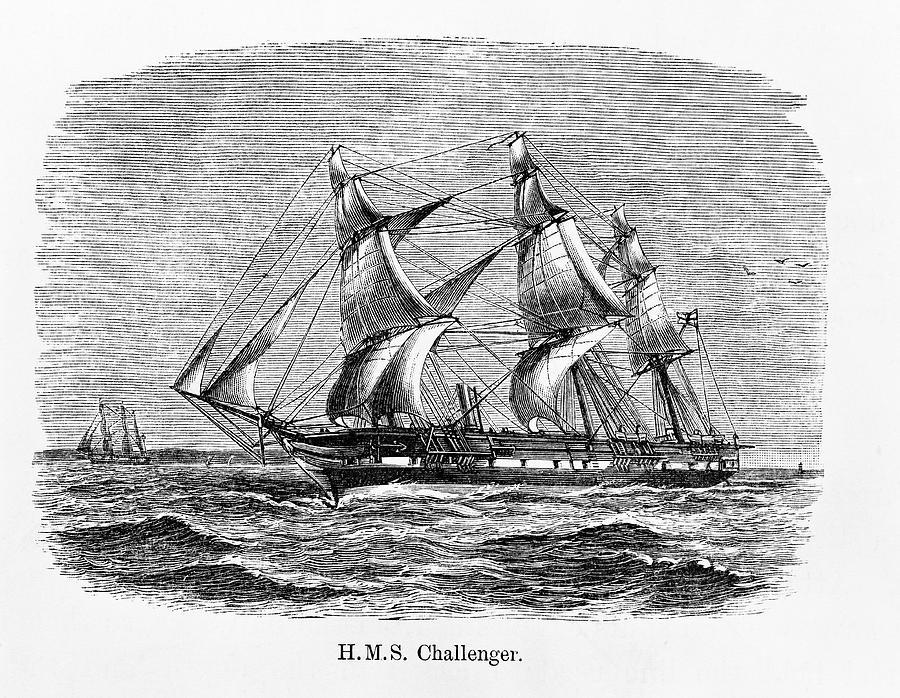
Una il·lustració del HMS Challenger

L'expedició Challenger va ser una expedició científica que va aportar multitud de descobriments i que va posar les bases del que esdevindria l'oceanografia moderna. El seu nom prové del vaixell amb què es va dur a terme, el HMS Challenger, entre 1872 al 1876. El transbordador espacial Challenger va anomenar-se així en referència al HMS Challenger.
A petició de l'escocès Charles Wyville Thomson de la Universitat d'Edimburg i la Merchiston Castle School, la Royal Society obtingué el permís de la Royal Navy per usar el Challenger i el 1872 van modificar-lo per a la recerca, amb laboratoris separats per a les ciències naturals i per a la química. El vaixell era comandat pel capità George Nares i salpà de Portsmouth, Anglaterra el 21 de desembre de 1872.
Sota la supervisió científica de Thomson, varen recórrer gairebé 70.000 milles nàutiques explorant i topografiant. Totes les descobertes van publicar-se dins del Report Of The Scientific Results of the Exploring Voyage of H.M.S. Challenger during the years 1873-76 (Informe dels resultats científics del viatges d'exploració del Challenger durant els anys 1873-76) que, entre altres coses, catalogava més de quatre mil noves espècies. John Murray, que supervisà la publicació a la seva editorial va descriure aquest treball com "l'avanç més gran en el coneixement del nostre planeta des dels famosos descobriments dels segles XV i XVI".
El Challenger va tornar a Spithead, Hampshire el 24 de maig de 1876 després de passar 713 dies al mar d'un total de 1.606 de viatge. Durant el seu viatge, van fer-se 492 mesuraments de profunditat en alta mar, 133 arrossegaments del fons marí, 151 pesques en barrera en aigües obertes, 263 mesures seriades de la temperatura de l'aigua i es descobriren al voltant de 4.717 noves espècies de vida marina. Diverses còpies dels documents escrits de l'expedició Challenger es troben en diverses institucions relacionades amb el mar al Regne Unit, entre d'altres el National Oceanography Centre, a Southampton, i el Dove Marine Laboratory a Cullercoats, Tyne i Wear.